# 泣くようぐいす
『泣くようぐいす』（なくようぐいす）は、『週刊少年マガジン』（講談社）1999年35号から2000年46号まで連載されていた木多康昭の少年漫画作品。

## 概要
千葉県幕張地区にある高校の野球部を舞台としたギャグ漫画でありスポーツ漫画。前作『幕張』の終了から2年、籍を講談社に移しての第1作目で前作同様多くのパロディがある。

## ストーリー
千石うぐいすが、あるきっかけで真面目に野球をやり始めることになり、ライバルである原幕との試合や、幕張第一野球部内の出来事を時にシリアスに、時にコメディタッチで描く。
当初は不純な動機や適度な脱線も折りまれつつも、野球漫画路線を突き進んでいたのだが、途中でギャグ漫画路線に変更となる。しかし、本作の打ち切りが決定するや否や、また野球漫画に回帰。後の展開の伏線をはりつつも、最終的には主人公の夢オチで終わる。

## 登場人物

### 幕張第一高校
千石うぐいす（せんごく うぐいす）
主人公。幕張第一高校野球部員（通称・幕一ナイン）の1年生で、守備位置はセンター。小口詩織にドッキリをやられ、彼女を見返すために真面目に甲子園を目指す。身体能力はプロのアスリート並みで、加藤礼司が投げた球（150㎞/h）を初球でホームランにしたり、守備ではセンターゴロに相手のバッターを打ち取り、140km台/hの球を投げられる。（自称）幼少期、グレイによって改造手術を施された改造人間。呪いのビデオを観た際には、テレビから現れた貞子をプロレス技で返り討ちにした。蘇我の宝物を川に投げ捨てる・先輩をブロックで動かなくなるまで殴るなど非常に容赦ない行動を取る一方、今の催眠商法みたいな口車に乗せられたり自分の対応で相手が泣き出すと気まずそうに自分から折れるなど、意外と防御面が弱い。夢は、PRIDEでガチャピンと戦うこと。必殺技は「千石パンチ」「千石一輪挿し」など。蛭子能収の息子と呼ばれるほどの勝負事好きで、物がかかると強くなる。下克上を信条としているらしく、先輩達にも平気で悪態をつき、逆上すると言葉がナメック語になる。背番号は8番。
御供サト（みとも さと）
ヒロインにして、幕一の女子マネージャー。筋肉フェチであり、筋肉の文字を見ただけで興奮する。麻雀の腕もかなりの物で、陰ながらうぐいすのピンチを救って来た。度々うぐいすに操を狙われている。顔も悪くはないのだが、「強豪校はマネージャーも可愛い」という話題が出た際はうぐいす・後藤・岡村の3人に、「ならうちは予選敗退」と言われたりなど酷評を受けている。私羅高校編では他の仲間と共にうぐいすのもとに駆けつけ、ロボスーツを着用してロボキングへの合体を果たす。装着者の人体構造を無視した強引な変形合体に耐え切れず死亡。剛田戦後は野球部のメンバー共々、何事も無かったかのように復活した。うぐいすに恋愛感情は持ってない様子。父親はスーパー経営者。
後藤和義（ごとう かずよし）
守備位置はレフト兼ピッチャー。うぐいすの友人で、登場回数も多い。端整な眼鏡男子で中学時代はモテたらしいが、彼女はいない。でべそに異常なまでのコンプレックスを持つ。基本的には面食い。私羅高校編では他の仲間と共にうぐいすのもとに駆けつけ、ロボスーツを着用してロボキングへの合体を果たす。装着者の人体構造を無視した強引な変形合体に耐え切れず死亡。背番号は7番で、コミックスの裏表紙最終巻（7巻）担当。
今裕二（こん ゆうじ）
幕一ナインのクリーンナップを務める主砲で、守備位置はファースト。顔が斎藤洋介似。母親も彼と瓜二つ。バッティングセンスはかなりの物で、打った球を狙った標的に的確に当てる事が出来る。自分の顔が非常にコンプレックスで、言われ過ぎると涙を流すほど嫌っている。自信家であり、後述の「魔球」の弱点をうぐいすが先に看破したことをすぐには信じなかった。私羅高校編では「グレイ」の洗脳を受け、ロボスーツ3号を着用してうぐいす一行に襲い掛かる。そのときに言った悪口が後藤の逆鱗に触れ、半殺しにされて改心。私羅高校との戦いで、他の仲間と共にロボスーツを着用してロボキングへの合体を果たす。装着者の人体構造を無視した強引な変形合体に耐え切れず死亡。背番号は3番で、コミックスの裏表紙3巻担当。
岡村博範（おかむら ひろのり）
幕一ナインが誇る韋駄天で、誇り高き岡村ミリバールの孫。その足の速さはかつて代走として出た時は相手が全員極端な前傾守備を行うほど。加えて、相手を出し抜ける卑怯さも持ち合わせる。守備位置はライト。あと一歩というところで祖父の死に目に立ち会うことができず、真実を伝えることができなかった。日頃から足を鍛えている。元々はお笑い芸人を目指し、うぐいすと田代まさしを尊敬している。卑怯さについてはうぐいすを参考に学んだ。うぐいすが私羅高校に向かう際には彼に同行した。私羅高校との戦いで、他の仲間と共にロボスーツを着用してロボキングへの合体を果たす。装着者の人体構造を無視した強引な変形合体に耐え切れず死亡。野球に関してはほぼ初心者で最初は代走のみの出場だったが、後に左打ちバッターを本格的に目指す。背番号は11番。
金子健太郎（かねこ けんたろう）
幕一ナインの投手でチームのエース。通称プロケン。日本一のリトルシニアチーム「追浜ドジャーズ」出身で当時は控え投手だった。蘇我の投球を見て覚えた、ザトペック投法を用いた剛速球が武器。最も真面目な野球部員で、ギャグパートにはほとんど登場しない。少年時代から野球を続けている。自身の投球には誰よりも自信を持つも、あるときチームに入団してきた蘇我によって、自信を完全に打ち砕かれる。かつて蘇我に散々苦杯を舐めさせられた経験から、原幕戦ではその借りを返すため必死の投球を見せる。背番号は1番で、コミックスの裏表紙1巻担当。
佐々木健（ささき けん）
正捕手。通称アマケン。監督（平野浩史）を尊敬していた。背番号は2番で、コミックスの裏表紙2巻担当。
桂和正（かつら かずまさ）
守備位置はライトだが、岡村博範にレギュラーの座を奪われた。劇中うぐいすに何度か殺されかけるが、しぶとく生き延びてきた。傾奇者としての男気を見せるため、民衆の前でブスの女とディープキスをし、勃ったまま絶命（Wたち往生）する。背中にはゾマホンのペイントあり。
鈴木光男（すずき みつお）
守備位置はサード。根暗かつ陰険な性格で、人嫌い。将来は北海道に鳥人間の王国を作る事を夢見る。ひょんな事から南源三と恋に落ち同棲し始める。（一応）レギュラーでありながら、野球部の中では桂と共に戦力外。上級生でありながら、うぐいすと御供には馬鹿にされている。背番号は5番で、コミックスの裏表紙5巻担当。
斎木たくや（さいき たくや）
守備位置はショート。プロケンや蘇我とは同じ「追浜ドジャーズ」出身で、彼らの過去の因縁を知っている。18歳の1年生（※トリプっている）。3年間の1年生活の中でずっと野球部だったらしく、プロも認めるほど野球の技術が高い。背番号は6番で、コミックスの裏表紙6巻担当。
末木あきら（すえき あきら）
守備位置はセカンド。ほとんど出番がない。背番号は4番で、コミックスの裏表紙4巻担当。

#### 教職員
小口明（こぐち あきら）
野球部顧問代理にして、小口詩織の父親。うぐいすに散々な目に遭わされかなり恨んでいる。自らがピンチになると結局うぐいすを頼る。私羅高校との戦いで、合体兵器ロボスーツの設計不備により死亡。
平野浩史（ひらの ひろし）
幕張第一高校野球部顧問兼監督。26歳。かなりしたたかな男で、陰茎で人の顔を殴るほか、ベギラマ程度なら使える（らしい）。小口とは浅からぬ因縁があり、一方的に敵視されている。後にロボスーツを開発した。愛車はランクルで、後に鈴木に破壊される。「個人的に合体した姿が見たかった」だけの理由で御供&小口&野球部のメンバーを事故により死亡させた張本人。

### 原宿幕張高校
蘇我昭彦（そが あきひこ）
原宿幕張高校（通称・原幕）3年生で、野球部のエース。10年に一人の選手と言われている万能選手で、ザトペック投法を用いる。金子健太郎とは元チームメイト。幼少の頃、父親から虐待を受けていた。うぐいすをライバルと認めている一方、複雑に屈折した性格。
宝物は唯一父親からプレゼントされた野球のボール。しかし、自分のカバンを預けた水落とうぐいすのいさかいで川に放り投げられてしまっており、代わりに新品のボールが(放り投げたものを見つけ出したかのような言い方で)返却された。これに対する彼の対応は不明。
小口詩織（こぐち しおり）
原幕野球部のマネージャーで、うぐいすをドッキリにかけた張本人。自分からうぐいすにアプローチをかけたものの、実は蘇我と付き合っている。劣悪な性格。御供に嫉妬されて足を踏まれたこともある。
水落篤（みずおち あつし）
関西出身の1年生で監督の孫。環境のよさと強いチームで成り上がる事を目標に関西から野球留学をしている。加藤礼司を破った高校生がいるという評判を聞きつけて、うぐいすと接触を図り、後に幕一ナインとの練習試合を行う。洒落が通じない性格。吉田ヒロのファン。キン肉マンが大好き。
関東人が嫌いだったが、放り投げた蘇我のボールをうぐいすが川から見つけ出してくれたと勘違いして見直している(実際は前述の通り新品を偽って返却している)。
国吉（くによし）
埼玉県出身の1年生で控え投手。野球特待生で、監督いわく「原幕で一番才能のある選手」。中学二年の時には県大会で優勝した経験を持っているが、私生活を犠牲にしてまで野球を続けるのが苦痛になり、一度は野球を辞めている。魔球を得意とするほか、バッティングや守備の実力も高い。
魔球によってうぐいすたちを困惑させるも、自身が気付いてなかった「キャッチャーの動きを見ることで球種が判別できること」を看破されてしまい、逆に狙い撃ちを食らって降板。弱点を指摘した蘇我に涙ながらに己の慢心を悔いる発言をしてマウンドを後にした。
白鳥（しらとり）
原幕の正捕手。肥満体型。蘇我やプロケン、斎木と同じく「追浜ドジャーズ」にいた。野球に関しての洞察力は冷静沈着かつ鋭い。乳首が陥没しているらしい。
江花孝雄（えばな たかお）
二軍捕手。特技はあやとり。メガネに七三分けの髪型に加え、「タケコプターのような何か」も所持し、のび太との関係が怪しまれている。別名・ミツマジャパン。
煽りスキルが高く、今のバッティングで精神崩壊しかけたピッチャーを(大嘘で)扇動して気力を湧きあがらせたり、逆に囁き戦法で今の集中力を乱したりした。結果、自分はピッチャー同様に多大な精神ダメージを負い、当のピッチャーは激昂した今のピッチャー返しを食らってリタイアする羽目になった。

### 私羅高校
一芸入試でのみ入学が可能な高校で、それぞれの分野のスペシャリストが集う。生徒の多くは仮面を着用、剛田光年に「心の友」として認められた者だけが仮面を外すことを許されている。
剛田光年（ごうだ みつとし）
私羅高校の番長格。少年時代はうぐいすをいじめていたが、あるとき復讐に遭い、それ以降うぐいすにかなりの恨みを持つ。剛田一厘挿し（浣腸による相手の処女喪失）や脇ビーム（自身の脇から放たれる強烈な腋臭）など、数々の技を持つ猛者。普段は陥没している乳首に冷たい物を当て、立たせることで英国紳士となり、戦闘能力が上がる。私羅高校屋上の戦いで、うぐいすに敗れ死亡。モデルは剛田武。
骨川スジオ（ほねかわ スジオ）
剛田の取り巻きであり、短パンを着用している男。タイムボカンシリーズ風のスーパーロボット「ノラざえもん」を操りうぐいすに襲いかかる。ノラざえもんの圧倒的なパワーでうぐいすを追い詰めるが、トドメを刺そうとプロペラを出して飛行を試みた際に、設計不備による事故で戦死する。モデルは骨川スネ夫。
富田コージ（とみた コージ）
声帯模写の使い手のマスクマン。剛田の命令でうぐいすの偽者となり、彼のフリをして悪事を行うことで間接的にうぐいすの命を狙う。うぐいすをマグロの冷凍庫に閉じ込めるが、マグロを用いた身代わり作戦の前に敗れ、冷凍庫の中で「命」のポーズをしたまま氷付けにされる。名前の由来はコージー冨田。
有村薫（ありむら かおる）
「空手」の心の友。下克上を狙って剛田に襲い掛かるも、必殺「カミングアウト」を受け敗北。以後は剛田に忠誠を誓い、私羅高校・校舎前にてうぐいすを待ち構える。剛田により伝授された「カミングアウト」と、力を溜めてから放つ正拳突き「有村パンチ」が必殺技。二つの必殺技でうぐいすを追い詰めるが、うぐいすが築地から一瞬で回収して来たマグロを変わり身にされ、その隙にうぐいすの必殺技・SGGK（スーパーがんばり屋ゴールキーパー）を受けて倒される。
土屋晃（つちや あきら）
私羅高校1階を守る「不死身」の心の友。自分を倒せる者は自分しかいないという意味を込めた、「ブラックソード・ゼロ」の異名を持つ。喧嘩の実力は剛田以上で、剛田に恋をしているため付き従っている。結果的に「自分を倒せる者は自分しかいない」という言葉通りの敗北を喫した。
内山孝雄（うちやま たかお）
私羅高校2階を守る「麻雀」の心の友。麻雀の腕に加え、助っ人に現れた御供に脱衣麻雀を挑んで、うぐいすと岡村を味方につけるなどの策士。最後は策に溺れ、御供に敗れる。
森塚広一（もりづか こういち）
私羅高校3階を守る「グレイ」の心の友。見た目はグレイ。歴とした地球人で、グレイのマスクとタイツを着用し、喉をトントン叩きながら喋るだけの高校生。出鱈目を「宇宙の情報」と言ってうぐいすを騙す。案の定、本物の宇宙人と信じ込んだうぐいすと今を利用して同士討ちを狙うが、後藤のカミングアウトによって正気を取り戻したうぐいすによって倒される。

### その他の高校
川勝大輔（かわかつ だいすけ）
柔道歴一年でオリンピック代表になった天才高校生。ファミレスでインタビューを受けていたところにうぐいすに喧嘩を売られ、パイルドライバーを受けて敗北したことがきっかけで彼に興味を持つ。その後、柔道オリンピック代表を辞退し、うぐいすと同じ舞台で戦うために甲子園出場を目指す。
渡鍋将嘉（わたしなべ まさよし）
「芸能界における田代まさしのポジション（T・M・P）をねらう会」の会長で、田代まさし五段の段位を持つ高校生。「過去に伝説を持つ」という田代まさし六段の昇段資格を手に入れるために甲子園出場を目指す。T・M・Pの会に入会にやってきた岡村を諭し、再戦を誓い合う。

### その他の人物
加藤礼司（かとう れいじ）
千葉ロッテマリーンズの抑え投手。千石うぐいすとの勝負に敗れ、賭け金（1億円）を彼に差し押さえられて以降、彼に逆らえない。ついでに唐突に借金を増やされたりもした。一方、心中でも彼を「オーナー」と呼び敗北自体を無かったことにせず、その実力は本物であると認めてもいる。『喧嘩商売』11巻の巻頭描き下ろしにも登場している。
岡村ミリバール（おかむら ミリバール）
岡村博範の祖父。旧名は岡村大介だったが、気圧を表す単位がmbからhPaに変わったことを嘆き、改名する。改名された日にそれを知らないまま老衰で死亡。少年時代に自身が体験したエピソードが、岡村博範の「いい話」で語られた。
石原（いしはら）
平野浩史とは恋仲の女。元幕一の生徒で、在学中に教師（小口明）に恋愛感情を抱いていたが、平野の策略で失恋する。弟の差し金でうぐいすを利用するために近づくも、うぐいすに付き纏われる。
南源三（みなみ げんぞう）
通称・風船おばさん。96歳。背中につけた大量の風船に加え、露出度の高い格好を好む謎の老人で、大のおせっかい焼き。身も心も女を自称している男。鈴木に操を捧げ、後に彼が野球の練習に励む原動力となる。名前の由来は浅倉南、随所に『タッチ』のパロディが用いられている。
古畑任三郎
本人トレース画で、単行本の際に加筆された。最終話に1カットのみのゲスト出演。また今泉慎太郎巡査や西園寺守刑事も加筆され1カットのみ登場する。
マスコットの鳥（名前不明）
睨みを利かせた顔でユニフォームを着た鳥のマスコット。表紙のあちこちに登場。単行本では削除されている。

## 単行本
1. 1999年12月13日発売 ISBN 978-4-06-312789-8[13]
2. 2000年1月14日発売 ISBN 978-4-06-312795-9[14]
3. 2000年3月14日発売 ISBN 978-4-06-312815-4[15]
4. 2000年6月14日発売 ISBN 978-4-06-312851-2[16]
5. 2000年8月8日発売 ISBN 978-4-06-312875-8[17]
6. 2000年10月14日発売 ISBN 978-4-06-312893-2[18]
7. 2000年11月14日発売 ISBN 978-4-06-312905-2[19]